# Александр Парижский
Александр Парижский, он же Александр де Берне (фр. Alexandre de Paris, Alexandre de Bernay) — французский поэт второй половины XII века. Прозван Парижским по месту жительства и де Берне по месту рождения (Берне в департаменте Эр).
Автор наиболее известного французского средневекового эпоса об Александре Македонском, частично представляющего собой обработку несколько более ранних поэм (принадлежавших Ламберу, Альберику Безансонскому и другим авторам). Поэма Александра Парижского была написана силлабическим двенадцатисложником, получившим благодаря этому название «александрийский стих».
Написал также очень длинный, очень запутанный роман «Атис и Профилиас». Книга была, по-видимому, довольно популярна, и мы встречаем её текст в различных средневековых кодексах. Это стихотворное повествование посвящено трогательной истории двух друзей, афинянина Атиса и римлянина Профилиаса. Атис великодушно уступает свою жену полюбившему её Профилиасу, а тот в свой черед спасает ему жизнь. Но любовная интрига в романе этим не ограничивается, она значительно сложнее. Профилиас проходит через ряд своеобразных сердечных испытаний. Он внушает пылкое чувство Алемандине, дочери афинского герцога Тесея. В свою очередь Атис становится предметом сильного и страстного влечения совсем ещё молодой девушки Гайеты, сестры его друга. Есть в книге и другие любовные мотивы. Так, за сердце Гайеты соревнуются три юных афинских рыцаря. Все эти сердечные невзгоды и радости героев описаны на фоне рассказа об осаде Афин римским войском. Но подлинно батальных, проникнутых высоким героическим пафосом сцен в романе нет. Напротив, в изображении сражений и турниров нельзя не заметить некоторой иронии автора.